# Ernesto Mahieux
Ernesto Mahieux, né le 12 juillet 1946 à Naples est un acteur italien.

## Filmographie partielle
- 2002 : L'Étrange Monsieur Peppino (L'imbalsamatore) de Matteo Garrone
- 2003 : Gli angeli di Borsellino
- 2004 : Incidenti de Miloje Popovic, Alos Ramon Sanchez et Toni Trupia (it)
- 2006 : Golden Door d'Emanuele Crialese
- 2007 : Lascia perdere, Johnny! de Fabrizio Bentivoglio
- 2009 : Napoli, Napoli, Napoli d'Abel Ferrara
- 2009 : Fortapàsc de Marco Risi
- 2013 : AmeriQua de Marco Bellone et Giovanni Consonni
- 2019 : Il sindaco del Rione Sanità de Mario Martone

## Distinctions
- 2003 : David di Donatello du meilleur acteur dans un second rôle